# Holland Taylor
Holland Taylor est une actrice américaine née le 14 janvier 1943 à Philadelphie, en Pennsylvanie, aux États-Unis.

## Biographie
Apparue dans des films comme À la poursuite du diamant vert et The Truman Show, Holland Taylor est surtout connue grâce à la série Mon oncle Charlie, dans laquelle elle interprète Evelyn Harper. En décembre 2015, elle officialise sa relation avec Sarah Paulson.

## Filmographie

### Cinéma
- 1976 : Meurtre pour un homme seul (The Next Man) : TV Interviewer
- 1980 : Fame : Claudia van Doren
- 1983 : Reuben, Reuben, ou la vie d'artiste (Reuben, Reuben)
- 1984 : À la poursuite du diamant vert (Romancing the Stone) : Gloria
- 1985 : Key Exchange : Mrs. Fanshaw
- 1985 : Le Diamant du Nil (The Jewel of the Nile) : Gloria
- 1988 : La Vie en plus (She's Having a Baby), de John Hughes : Sarah Briggs
- 1990 : Alice : Helen
- 1993 : Un flic et demi (Cop and ½) : Captain Rubio
- 1994 : The Favor : Maggie Sand
- 1995 : Prête à tout (To Die For) : Carol Stone
- 1995 : Faux frères, vrais jumeaux (Steal Big Steal Little), d'Andrew Davis : Mona Rowland-Downey
- 1995 : Last Summer in the Hamptons : Davis
- 1995 : Le Patchwork de la vie (How to Make an American Quilt) : Mrs. Rubens
- 1996 : Un beau jour (One Fine Day) : Rita
- 1997 : Betty : Crystal Ball
- 1997 : Coup de foudre à Hollywood (Just Write) : Emma Jeffreys
- 1997 : George de la jungle (George of the Jungle), de Sam Weisman : Beatrice Stanhope, la mère d'Ursula
- 1998 : Et plus si affinités (Next Stop Wonderland) : Piper Castleton
- 1998 : The Truman Show : La mère de Truman
- 1998 : The Unknown Cyclist : Celia
- 1999 : The Sex Monster : Muriel
- 2000 : Happy Accidents : La thérapeute, Maggie Ann "Meg" Ford
- 2000 : Au nom d'Anna (Keeping the Faith) : Bonnie Rose
- 2001 : Potins mondains & amnésies partielles (Town & Country) : Maîtresse des cérémonies
- 2001 : La Revanche d'une blonde (Legally Blonde) : Professeur Stromwell
- 2002 : Fits and Starts
- 2002 : Cendrillon 2 : Une vie de princesse (Cinderella II: Dreams Come True) (vidéo) : Prudence (voix)
- 2002 : Home Room : Dr Hollander
- 2002 : Spy kids 2: Espions en herbe (Spy Kids 2: Island of Lost Dreams) : Grand-mère
- 2003 : Spy Kids 3 : Mission 3D (Spy Kids 3-D: Game Over) : Grand-mère
- 2003 : Intent : Judge Cavallo
- 2004 : D.E.B.S. (TV) : Mrs. Petrie
- 2005 : Un homme à tout prix (The Wedding Date) : Bunny
- 2008 : Baby Mama : Rose Holbrook
- 2018 : Gloria Bell de Sebastián Lelio
- 2019 : Scandale (Bombshell) de Jay Roach : Faye
- 2020 : À tous les garçons : P.S. Je t'aime toujours (To All the Boys : P.S. I Still Love You) de Michael Fimognari : Stormy
- 2020 : Bill et Ted sauvent l'univers (Bill and Ted Face the Music) de Dean Parisot
- 2020 : Le Beau Rôle (The Stand-In) de Jamie Babbit
- 2023 : Quiz Lady : Francine

### Télévision
- 1969 : J.T. : Mrs. Arnold
- 1971 : Love Is a Many Splendored Thing (série) : Trish Wanamaker (1971)
- 1973 : Somerset (série) : Sgt. Ruth Winter (1973)
- 1975 : Beacon Hill (série) : Marilyn Gardiner
- 1977 : The Edge of Night (série) : Denise Norwood Cavanaugh, R.N. (1977-1978, 1980)
- 1979 : 3 by Cheever: O Youth and Beauty! : Beverly
- 1981 : My Mother Was Never a Kid : Felicia Martin
- 1981 : La Force du destin ("All My Children") (série) : Jill Ollinger (1981-1982)
- 1982 : The Royal Romance of Charles and Diana : Frances Shand Kydd
- 1982 : I Was a Mail Order Bride : Dottie Birmington
- 1984 : Concealed Enemies : Mrs. Marbury
- 1985 : Me and Mom (série) : Zena Hunnicutt
- 1985 : Perry Mason Returns : Paula Gordon
- 1987 : Tales from the Hollywood Hills: Natica Jackson : Ernestine King
- 1987 : Harry (série) : Ina Duckett, R. N.
- 1987 : The Saint in Manhattan : Fran Grogan
- 1989 : American Nuclear
- 1990 : People Like Us : Dolly
- 1990 : Going Places (série) : Dawn St. Clare
- 1991 : Big Deals
- 1991 : The Rape of Doctor Willis : Dr Greenway
- 1993 : Sauvés par le gong : Les Années lycée (série) : Susan McMann
- 1994 : Abus de confiance (Betrayal of Trust) : Mary Shelton
- 1994 : In the Best of Families: Marriage, Pride & Madness : Florence Newsom
- 1994 : The Counterfeit Contessa : Wallace Everett
- 1995 : A Walton Wedding : Aunt Flo
- 1995 : Menaces dans la nuit (Awake to Danger) : Dr Joyce Lindley
- 1995 : A Perry Mason Mystery: The Case of the Jealous Jokester
- 1995 : Malveillance (With Hostile Intent) : Lois Baxter
- 1995 : Une fille à scandales ("The Naked Truth") (série) : Camilla Dane (1995-1998)
- 1998 à 2004 : The Practice : Bobby Donnell et Associés : Juge Roberta Kittleson (VF : Maaike Jansen)
- 1999 : Au fil de la vie (My Last Love) : Marnie Morton
- 1999 : Ally Mc Beal (Saison 2, épisode 20) : 2e femme dans l'infomercial du "face Bra"
- 1999 : The Lot (série) : Letitia DeVine
- 2000 : Mission secrète sur internet (Mail to the Chief) : Katherine Horner
- 2000 : Ally Mc Beal (Saison 3 - épisode 19) (série): Juge Roberta Kittleson
- 2000 : Le Secret du manoir (The Spiral Staircase) : Emma Warren
- 2000 : Meurtre à l'eau de rose (The Deadly Look of Love) : Evelyn McGinnis
- 2001 : Strange Frequency : Marge Crowley (segment "Room Service")
- 2001 : The Day Reagan Was Shot : Nancy Reagan
- 2002 : Baby Bob (en) (série) : Madeline Collins
- 2003 à 2015 : Mon oncle Charlie (série) : Evelyn Harper
- 2004 : The L Word (9 épisodes) : Peggy Peabody
- 2005 : Monk (saison 4 épisode 7, saison 5 épisode 12) : Peggy Davenport
- 2017 : Mr. Mercedes (adaptation du roman de Stephen King) : Ida Silver
- 2020 : Hollywood : Ellen Kincaid (mini-série)
- 2021 : Directrice : Professeur Joan Hambling
- 2021 : The Morning show  : Cybil Reynolds
- 2022 : The Great North : Goldie (voix)
- 2023 : Billions : Eleanor Mayer

## Voix francophones
En France, plusieurs comédiennes se sont succédé pour doubler Holland Taylor. Ainsi, Maaike Jansen est sa première voix régulière, la doublant notamment dans la série Mon oncle Charlie, avant que Cathy Cerdà lui succède.
En France
| - Cathy Cerdà dans : - Hollywood (série télévisée) - Directrice (série télévisée) - The Morning Show (série télévisée) - Quiz Lady (en) - Billions (série télévisée) - Maaike Jansen dans (les séries télévisées) : - Une fille à scandales - Les Dessous de Veronica - The Practice : Donnell et Associés - Mon oncle Charlie - Josiane Pinson dans : - Cendrillon 2 : Une vie de princesse (voix) - Gloria Bell - Le Beau Rôle - Julia Dancourt dans : - À la poursuite du diamant vert - Le Diamant du Nil | - Annick Le Goff dans : - Spy Kids 2 : Espions en herbe - Spy Kids 3 : Mission 3D Et aussi - Catherine Lafond dans Sauvés par le gong : Les Années lycée (série télévisée) - Monique Morisi dans Diagnostic : Meurtre (série télévisée) - Colette Venhard dans Baby Bob (en) (série télévisée) - Perrette Pradier (*1938 - 2013) dans The L Word (série télévisée) - Marion Game (*1938 - 2023) dans George de la jungle - Michèle Bardollet dans Mr. Mercedes (série télévisée) - Cléo Anton dans Better Things (série télévisée) - Annie Balestra dans Scandale - Marie-Martine dans À tous les garçons : P.S. Je t'aime toujours |

## Distinctions

### Récompenses
- Primetime Emmy Awards 1999 : meilleure actrice secondaire dans une série dramatique pour The Practice

### Nominations
- 7 nominations aux Primetime Emmy Awards